# Ноктюрно
Ноктюрното (на френски: nocturne, „нощен“ от латинското nocturnus) е класическа музикална форма, почиваща на бавно темпо, патетичен израз, множество мелодични украшения и централна ускорена част. Това е един от жанровете на музикалния романтизъм.
Ноктюрното се представя като творба задушевна и с къса продължителност, която ирландският композитор Джон Фийлд (1782-1837) като един от първите развива след 1814 г. Потопено в атмосферата на нощта, странстване, предпочитано от романтиците, то има често структурата АВА, с твърде гъвкава и украсена мелодия, съпроводена от лява ръка за лъкатушещите арпежи. Темпото е по принцип бавно, а централната част (В) – често по-бърза.
Фредерик Шопен определя най-известната музикална форма от ноктюрните. Той написва 21 от тях, от 1827 до 1846 г., от които 18 след 1832. Отначало публикувани по серии от 3, те често впоследствие са групирани по двойки (опуси 27, 32, 37, 48, 55, 62).

## История
Името ноктюрно първоначално се отнася към музикални парчета в XVIII век, когато посочва ансамбъл в няколко движения, обикновено се свири по вечерни партита. Понякога носи италианския еквивалент notturno, като например Моцартовото Ноктюрно в ре, K.186 (Notturno in D, K.286), както и Serenata Notturna, K.239. По това време парчето не задължително напомня за нощта, но може да бъде само предназначено за представление през нощта, подобно на серенадата. Главната разлика между серенадата и ноктюрното е времето, през което се изпълняват, първото – около 21:00, а второто – към 23:00.
Най-известният представител на формата е Фредерик Шопен, който пише 21 ноктюрни. Едно от най-известните парчета от салоновата музика на XIX век е „Петото ноктюрно“ на Игнас Лейбах, който днес е вече забравен. По-късните композитори, които пишат ноктюрни за пиано са Габриел Форе, Александър Скрябин, Ерик Сати (1919), Франсис Пуленк (1929), както и Питър Скулторп.
Други примери за ноктюрно включват оркестъра от музиката на Феликс Менделсон за „Сън в лятна нощ“ (1848), три ноктюрни за оркестър и женски хор от Клод Дебюси (който също пише за соло пиано) и първото действие на Концерт за цигулка № 1 (1948) на Дмитрий Шостакович. Френският композитор Ерик Сати съставя серия от пет малки ноктюрни. Те обаче са много по-различни от тези на Фийлд и Шопен.

## Любопитен случай
Съвременникът на Шопен и Лист Шарл Ролина описва как изпълнението на едно ноктюрно от Шопен за малко не скарва двамата гении:

Шопен свиреше рядко. Лист, за разлика от него, свиреше винаги, добре или лошо. Една майска вечер между 11 ч. и полунощ, обществото бе събрано в големия салон. Лист свиреше едно ноктюрно от Шопен и, според обичая си, го украсяваше, примесвайки трилери, тремоло, които не се намираха там. Няколко пъти Шопен бе дал признаци на нетърпение; най-сетне, престанал да се въздържа, се доближи до пианото и каза със своя бавен английски: 
 - Умолявам те, драги мой, ако ми оказваш честта да изсвириш моя творба, свири, което е написано, или по-добре свири нещо друго. Единствено Шопен може да променя Шопен. - Е, добре, свири го сам! - каза Лист, изправяйки се засегнат. - "Volontiers" (На драго сърце), отвърна Шопен. 
В този момент, лампата биде изгасена от една зашеметена нощна пеперуда, изгорила крилете си на нея. Хората искаха да я запалят. 
 - Не!, провикна се Шопен; напротив, изгасете всички свещи. Лунната светлина ми е достатъчна. 
 Тогава той свири. Свири цял час. Да ви кажем как, е нещо, което ние не искаме да опитваме. Аудиторията, в екстатично мълчание, едва се осмеляваше да диша, и когато очарованието достигна своя край, всички очи бяха навлажнени от сълзи, особено тези на Лист. Той прегърна Шопен и се провикна: 
 - Ах, приятелю мой, ти имаше право. Произведенията на гений като теб са свещени; да се изменят е профанно. Ти си истински поет, докато аз съм само един еквилибрист (saltimbanque).
—Charles ROLLINAT